# Walter Ríos
Walter Ríos (n. San Eduardo (Santa Fe), 18 de julio de 1942) es un destacado músico de tango argentino, compositor, director e intérprete de bandoneón. La esquina de la avenida Corrientes y Paraná en Buenos Aires, lleva su nombre.

## Biografía

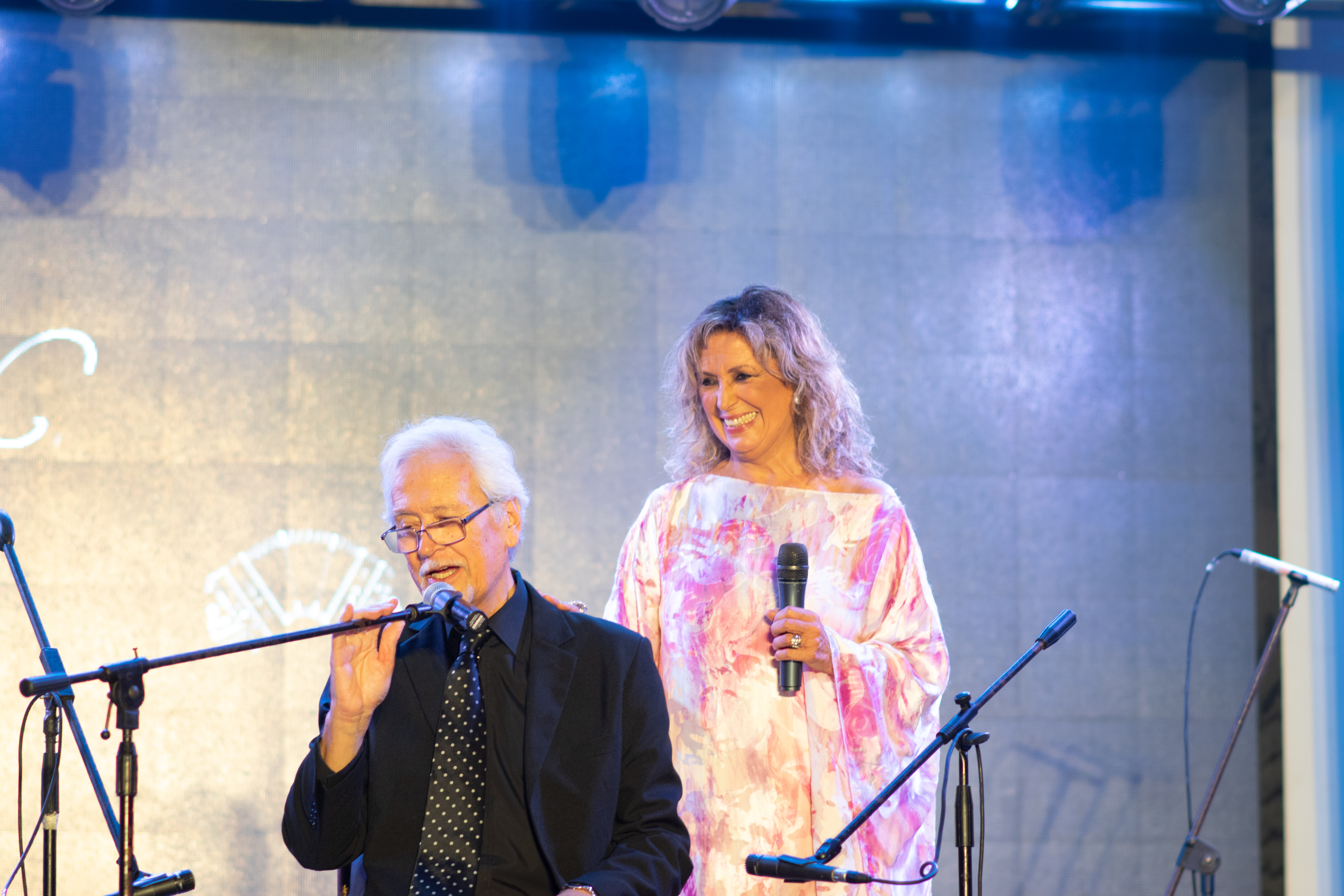
Walter Ríos junto a Mariel Dupetit en Mar del Plata, febrero de 2020.

Su padre, Santos Ríos era músico profesional, enseñándole desde temprana edad y actuando en su orquesta desde los seis años. Siendo un adolescente integró la Orquesta Maipo en Venado Tuerto. En 1960 se radicó en Buenos Aires para estudiar en el Conservatorio Nacional.
En 1966 integró la formación fundacional del Tango Trío, con Rubén Castro (guitarra) y Humberto Pinheiro (contrabajo). En 1977 cofundó el Quinteto de Música de la Ciudad de Buenos Aires, junto al guitarrista Ricardo Domínguez, con quien formó un conocido dúo de guitarra y bandoneón. Como solista de bandoneón actuó con la orquesta de Astor Piazzolla en María de Buenos Aires de Piazzolla y Horacio Ferrer, y con la Orquesta Sinfónica de Finlandia con Susana Rinaldi como cantante. Con la orquesta de Mariano Mores se presentó en los conciertos para la Reina de Inglaterra. En Israel actuó como músico invitado en la obra El ghetto Vilna.
En 2005, junto a Leo Sujatovich, participó de la presentación de Tango Brujo, en España y en Argentina.
En 2007 recibió el Premio Carlos Gardel al mejor álbum grupo u orquesta de tango, como uno de los directores de la Selección Nacional de Tango.
En 2009 fue uno de los 14 bandoneonistas que actuó en el histórico homenaje a Aníbal Troilo realizado en la Ciudad de Buenos Aires.
Ha sido docente en la Cátedra de Tango y Folklore del Instituto Manuel de Falla, de Córdoba.
Como director se desempeñó como director musical del Festival de Cosquín (1998), del Sexteto Mayor, de Forever Tango en Estados Unidos, de la Buenos Aires Tango Company en Japón, de Tango Mío de Sr. Tango.

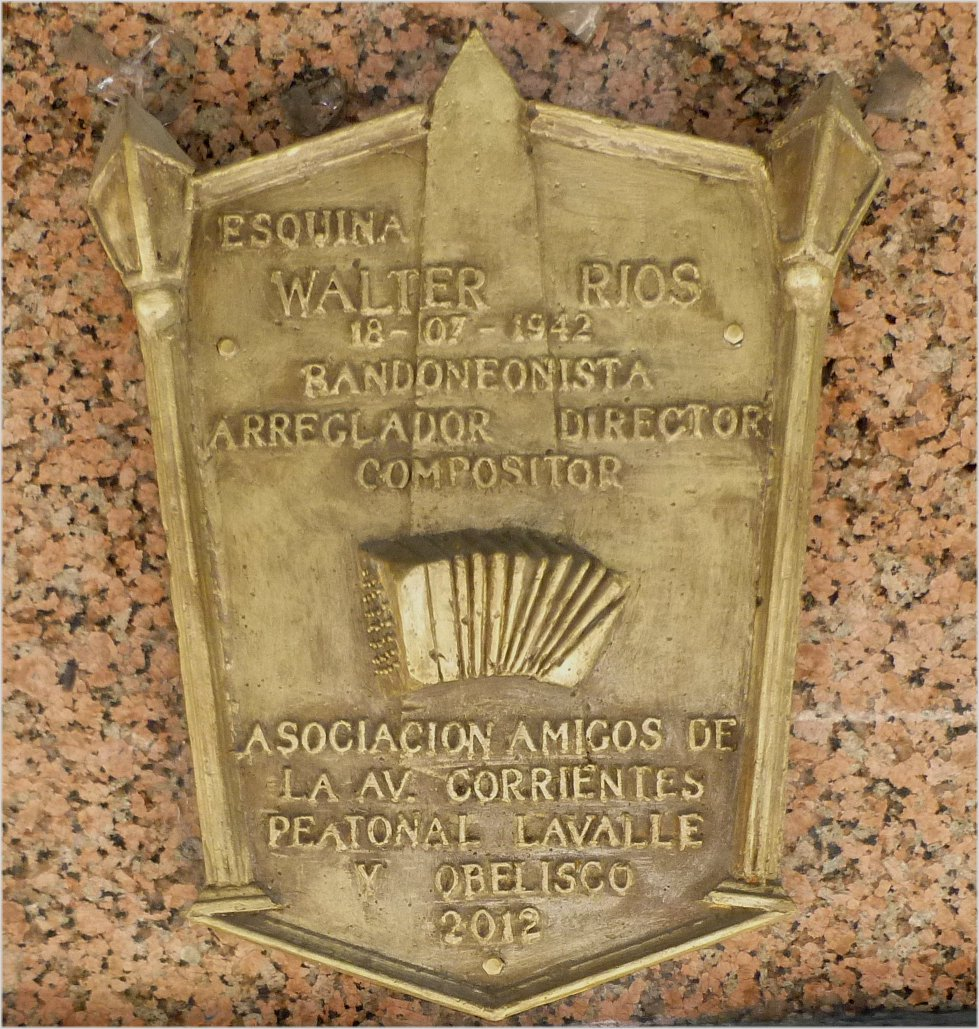
En Buenos Aires, la esquina sudoeste del cruce entre la Avenida Corrientes y Paraná lleva el nombre de Esquina Walter Ríos.

En el cine grabó las bandas de sonido El verano del potro, Amigo mío, Tango feroz, Convivencia, Una sombra ya pronto serás, El lado oscuro del corazón y Plata quemada así como en el cortometraje El fueye (1999).
En 2012 la Asociación de Amigos de la Calle Corrientes le puso su nombre a la esquina de esa tradicional avenida tanguera con la calle Paraná. El propio Walter Ríos, sorprendido por el homenaje se expresó de la siguiente manera:

¡Walter Ríos! el muchacho de San Eduardo que ahora pasa a tener su esquina porteña!!! Cuando llegué de mi pueblito en los años 60, paré en esa esquina que tanto tango y arte se respiraba, pasé los momentos más felices y emotivos de mi vida... pero jamás pensé que podría llegar a ser "mi esquina"! ¡Qué me Contursi...
Walter Ríos

## Discografía
- Tango Trío (1968)
- Transmutación (1977)
- Walter Ríos Sexteto (1988)
- Encuentro de Grandes Bandoneonistas Argentinos ()
- Chamuyos de fuelle & guitarra (1996) con Ricardo Domínguez
- Walter Ríos Quinteto / Live Session-En Vivo (1997)
- Buenos Aires Tango (en Japón) (1997)
- Luciérnaga curiosa (1997)
- Soundtracks (2000) con Fats Fernández
- El tango y la danza ()
- Tarde de julio (2007) con Mariel Dupetit
- Mi refugio (2009)
- El duende de tu son (2010) con María de la Fuente
- Troilo compositor (2012), varios bandoneonistas
- El tango y la danza (en vivo) ()
- Walter Ríos y sus amigos ()